# Erotemata

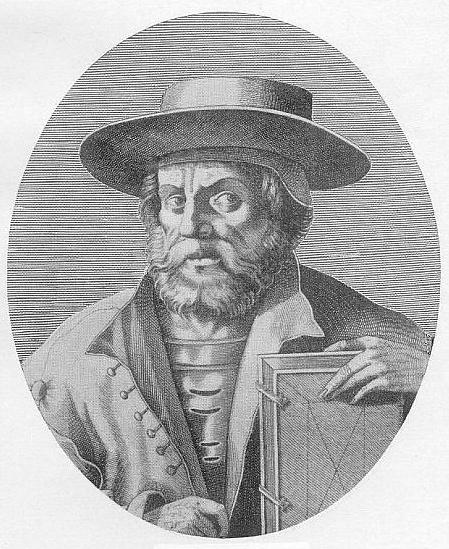
Manuele Crisolora, l'autore.

Gli Erotemata (in greco Ἐρωτήματα?, Erōtḕmata, "Domande", "Quesiti") sono la prima grammatica di greco pubblicata nell'Europa occidentale; furono scritti da Manuele Crisolora (1360-1415), il primo titolare di un insegnamento regolare di greco in Italia (negli anni 1397-1400 a Firenze) e pioniere nella diffusione della letteratura greca nell'Europa occidentale.

## Descrizione
L'opera, strutturata a domande e risposte, fu probabilmente scritta a Costantinopoli, prima che l'autore giungesse in Italia.
 
La grammatica fu stampata per la prima volta nel 1471 e raggiunse una notevole diffusione, tanto che fu adoperata anche da uomini famosi come Erasmo da Rotterdam e Johannes Reuchlin.

## Edizioni
Guarino Veronese, allievo del Crisolora, redasse un fortunato compendio dell'opera (databile a prima del 1418), corredato da una traduzione latina a fronte; questo compendio, noto anche come Erotemata Guarini, ebbe diverse edizioni.

L'edizione del 1471, stampata a Venezia dal tedesco Adam di Ambergau, fu solo parziale, mentre la prima edizione integrale fu quella stampata a Firenze nel 1496 da Lorenzo de Alopa.

Un'edizione moderna dell'opera è quella curata da Antonio Rollo:  Gli Erotemata tra Crisolora e Guarino, Università degli Studi di Messina-Centro Interdipartimentale di studi umanistici, 2012, ISBN 978-88-87541-83-0.